# Hieracium colorhizum
Hieracium colorhizum es una especie de planta con flor del género Hieracium, de la familia Asteraceae, orden Asterales.

## Distribución
Hieracium colorhizum se distribuye por Francia y España.

## Taxonomía
Fue descrita científicamente por Arv.-Touv. & G. Gaut. Fue publicada en Bull. Soc. Bot. France 51 (Sess. Extraord.): lxvi (1904).